# کمنتو
کمنتو(به کردی: کەمەتوو، Kemetû) روستایی از توابع بخش زیویه در شهرستان سقز است که در استان کردستان ایران قرار دارد.

## جمعیت
این روستا در دهستان صاحب واقع شده و براساس سرشماری سال ۱۳۸۵، جمعیت آن ۲۴۱ نفر (۵۰ خانوار) بوده‌است.